# Мускегон (окръг, Мичиган)
Окръг Мускегон (на английски: Muskegon County) е окръг в щата Мичиган, Съединени американски щати. Площта му е 3779 km², а населението - 173 588 души (2018). Административен център е град Мъскийгън.